# (119951) 2002 KX14
(119951) 2002 KX14, também escrito como 2002 KX14, um objeto transnetuniano que está localizado no Cinturão de Kuiper, uma região do Sistema Solar. Este corpo celeste é classificado como um cubewano. Ele possui uma magnitude absoluta de 4,5 e tem um diâmetro estimado com cerca de 318 km. O astrônomo Mike Brown lista este corpo celeste em sua página na internet como um candidato a possível planeta anão.

## Descoberta
(119951) 2002 KX14 foi descoberto no dia 17 de maio de 2002 pelos astrônomos Michael E. Brown e Chad Trujillo.

## Características orbitais

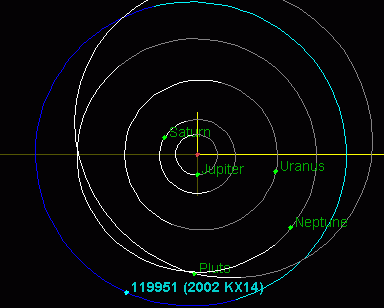

A órbita de (119951) 2002 KX14 tem uma excentricidade de 0,042 e possui um semieixo maior de 38,812 UA. O seu periélio leva o mesmo a uma distância de 37,176 UA em relação ao Sol e seu afélio a 40,449 UA.
Ele tem um semieixo maior, um período orbital, e uma excentricidade orbital próximos aos de um Plutino. Os períodos orbitais dos plutinos são ao redor de 247,2 anos (1,5 vezes superior ao período orbital de Netuno). Mas (119951) 2002 KX14 não é classificado como um Plutino devido não está em ressonância orbital com Netuno, mas ele pode ter se formado perto de sua órbita quase circular e que está praticamente sobre a eclíptica. Ele pode ter permanecido em uma órbita dinamicamente fria (ou seja, sem alterações) e, portanto, sua órbita não pode ser um resultado direto de significativas perturbações provocadas por Netuno durante a sua migração planetária para fora durante a formação do Sistema Solar. O programa Deep Ecliptic Survey (DES) classifica atualmente este objeto como um cubewano (objeto clássico do cinturão de Kuiper) com base na integração da órbita por 10 milhões anos.
Ele vem a oposição no final de maio em uma magnitude aparente de 20,4. Isto faz com que seja cerca de 360 vezes mais fraca do que Plutão.

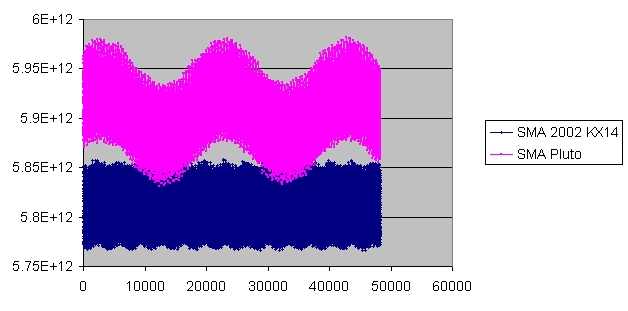
A evolução do semieixo maior de ambos, Plutão (rosa) e (azul).